# Jean-Marc Micas
Jean-Marc Micas PSS (* 17. Juni 1963 in Montélimar) ist ein französischer Ordensgeistlicher und römisch-katholischer Bischof von Tarbes und Lourdes.

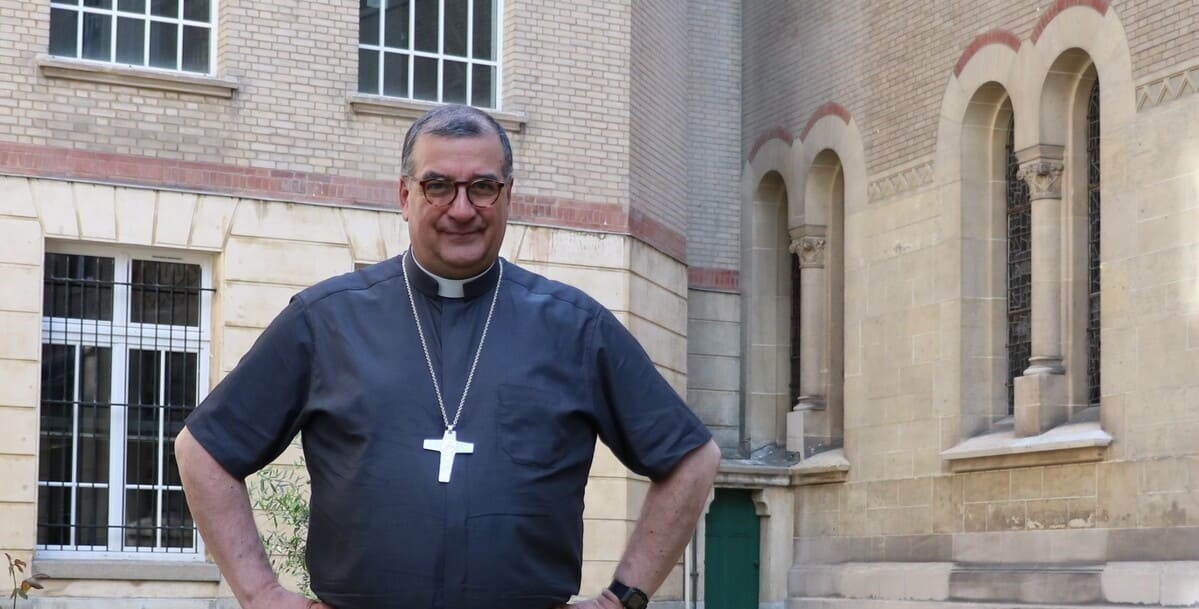
Jean-Marc Micas, 2022

## Leben
Jean-Marc Micas erwarb 1983 an der Universität Paul Sabatier in Toulouse ein Diplom im Fach Bauwesen und Klimatechnik. Von 1985 bis 1990 absolvierte Micas am Priesterseminar Saint-Cyprien in Toulouse das Studium der Philosophie und der Katholischen Theologie, das er mit dem Lizenziat abschloss. Der Erzbischof von Toulouse, André Charles Collini, weihte ihn am 20. Mai 1990 in der Kirche Notre-Dame de l’Assomption in Villeneuve-de-Rivière zum Diakon und spendete ihm am 10. März 1991 in der Kathedrale von Toulouse das Sakrament der Priesterweihe.
Micas wirkte zunächst als Pfarrvikar in Saint-Gaudens (1991–1995) sowie später als Pfarrer in Labège und Escalquens (1995–1998). Daneben war er von 1993 bis 1998 Kaplan der Eucharistischen Jugendbewegung im Erzbistum Toulouse und von 1997 bis 2000 Verantwortlicher für die Berufungspastoral. Später trat Jean-Marc Micas der Ordensgemeinschaft der Sulpizianer bei und legte am 6. Juni 1999 die Profess ab. Von 1999 bis 2010 war Micas als Ausbilder am regionalen Priesterseminar Saint-Cyprien in Toulouse tätig, dessen Regens er zudem von 2007 bis 2013 war. Zusätzlich war er von 2000 bis 2013 regionaler Verantwortlicher für die Berufungspastoral und von 2006 bis 2013 Mitarbeiter des Diözesanbüros für die Priesterfortbildung. Ferner gehörte er dem Priesterrat und dem Konsultorenkollegium des Erzbistums Toulouse (1999–2013) sowie dem nationalen Rat für die Priesterseminare (2011–2013) an. Ab 2013 war Jean-Marc Micas Provinzial der französischen Ordensprovinz der Sulpizianer.

Wappen von Jean-Marc Micas

Am 30. März 2022 ernannte ihn Papst Franziskus zum Bischof von Tarbes und Lourdes. Der Erzbischof von Toulouse, Guy de Kerimel, spendete ihm am 29. Mai desselben Jahres in der Basilika Pius X. in Lourdes die Bischofsweihe; Mitkonsekratoren waren der Bischof von Nîmes, Nicolas Brouwet, und der Bischof von Tulle, Francis Bestion. Die Amtseinführung fand am Folgetag statt. Sein Wahlspruch Sa miséricorde s’étend d’âge en âge („Er erbarmt sich von Geschlecht zu Geschlecht“) stammt aus dem Magnificat (Lk 1,50 ).